# All About Girls’ Generation: Paradise in Phuket
All About Girls' Generation: Paradise in Phuket là DVD thứ ba của nhóm nhạc nữ Hàn Quốc Girls' Generation, được phát hành vào ngày 30 tháng 6 năm 2011 tại Hàn Quốc

## Lịch sử
All About Girls' Generation: Paradise in Phuket được phát hành dưới dạng bộ 6 đĩa DVD, bao gồm những đoạn phim đặc biệt được ghi hình tại Phuket,những video âm nhạc nổi tiếng của nhóm, các phiên bản cá nhân của video âm nhạc "Hoot (bài hát)", hậu trường thực hiện các video âm nhạc cũng như một số màn biểu diễn tại những chương trình của đài SBS như Inkigayo và Kim Jung Eun's Chocolate. DVD này còn bao gồm 44 trang sách ảnh.
All About Girls' Generation: Paradise in Phuket cũng bao gồm một chương trình mà nhóm đã ghi hình tại Phuket tên là Real Treasure, video âm nhạc cho "Echo", phiên bản 3D của video âm nhạc Run Devil Run. cũng như những đoạn phim quay lại tâm sự của các thành viên.

## Danh sách video
DVD 1 (Variety in Phuket)
1. Girls' Generation Mystery Action Story "REAL TREASURE"

DVD 2 (Free Day in Phuket)
1. Yoona's Free Time
2. Taeyeon's Free Time
3. Jessica's Free Time
4. Yuri's Free Time
5. Tiffany's Free Time
6. Seohyun's Free Time
7. Sooyoung's Free Time
8. Sunny's Free Time
9. Hyoyeon's Free Time

DVD 3 (Self Talk in Phuket)
1. Yoona's Self Talk
2. Taeyeon's Self Talk
3. Jessica's Self Talk
4. Yuri's Self Talk
5. Tiffany's Self Talk
6. Seohyun's Self Talk
7. Sooyoung's Self Talk
8. Sunny's Self Talk
9. Hyoyeon's Self Talk

DVD 4 (Girls' Generation's Music Videos)
1. "Echo"
2. "Into the New World"
3. "Girls' Generation"
4. "Kissing You"
5. "Baby Baby"
6. "Oppa Nappa"
7. "Gee"
8. "Gee Dance Ver. (Color)"
9. "Gee Dance Ver. (White)"
10. "Himnae! (Way to Go)"
11. "Genie"
12. "Genie 3D Ver. (Viewable in 2D)"
13. "Genie 3D Ver. (Viewable in 3D)"
14. "Oh!"
15. "Run Devil Run Dance Ver."
16. "Run Devil Run Story Ver."
17. "Run Devil Run 3D Ver. (Viewable in 2D)"
18. "Run Devil Run 3D Ver. (Viewable in 3D)"
19. "Hoot"
20. "Hoot Dance Ver."
21. "Beautiful Girls"
22. Individual Clips of "Hoot"
  1. Yoona's Clip
  2. Taeyeon's Clip
  3. Jessica's Clip
  4. Yuri's Clip
  5. Tiffany's Clip
  6. Seohyun's Clip
  7. Sooyoung's Clip
  8. Sunny's Clip
  9. Hyoyeon's Clip

DVD 5 (MAKING FILM)
1. All About Girls' Generation "Paradise in Phuket" DVD Jacket Sketch
  1. "Echo" M/V Sketch
  2. "Into the New World" M/V Sketch
  3. "Into the New World" The 1st Stage (SBS Inkigayo) Behind Story
  4. Girls' Generation in Hanbok Costumes for Chuseok Event
  5. THE 1st ALBUM '소녀시대(Girls' Generation)' Jacket Sketch
  6. "Girls' Generation" M/V Sketch
  7. "Kissing You" M/V Sketch
  8. Mobile Photoshoot Sketch
  9. THE 1st ALBUM REPACKAGE "Baby Baby" Jacket Sketch
  10. Mobile Photoshoot – Meet & Greet Sketch
  11. THE 1st MINI ALBUM "Gee" Jacket Sketch
  12. "Gee" M/V Sketch
  13. "Gee" The 1st Stage (SBS Inkigayo) Behind Story
  14. THE 2nd MINI ALBUM "Genie" Jacket Sketch
  15. "Genie" M/V Sketch
  16. "Genie" The 1st Stage (SBS인기가요) Behind Scenes
  17. Everysing Sticker Photoshoot Sketch
  18. "SPAO" Photoshoot Sketch
  19. THE 2nd ALBUM "Oh!" Jacket Sketch- "Oh!" M/V Sketch
  20. THE 2nd ALBUM REPACKAGE "Run Devil Run" Jacket Sketch
  21. "Run Devil Run" M/V Sketch
  22. "Run Devil Run" Manito Game
  23. "Oh!" The 1st Stage (SBS인기가요) Behind Scenes
  24. THE 3rd ALBUM "Hoot" Jacket Sketch
  25. "Hoot" M/V Sketch
  26. "Genie" 3D M/V Sketch

DVD 6 (SHOW: SBS-TV ENTERTAINMENT PROGRAM Collection)
1. 070805 Inkigayo "Into the New World"
2. 071118 Inkigayo "Girls' Generation"
3. 071125 Inkigayo "Girls' Generation"
4. 080127 Inkigayo "Kissing You"
5. 080217 Inkigayo "Kissing You"
6. 080323 Inkigayo "Baby Baby"
7. 080413 Inkigayo "Baby Baby"
8. 080525 Inkigayo "Oppa Nappa"
9. 090111 Inkigayo "Gee"
10. 090118 Inkigayo "Gee"
11. 090301 Inkigayo "Dear. Mom"
12. 090308 Inkigayo "Himnae! (Way to Go)"
13. 090628 Inkigayo "Etude", "Genie"
14. 090705 Inkigayo "Genie"
15. 100131 Inkigayo "Show! Show! Show!", "Oh!"
16. 100207 Inkigayo "Oh!"
17. 100321 Inkigayo "Run Devil Run"
18. 100411 Inkigayo "Run Devil Run"
19. 100530 Dream Concert "Run Devil Run" & "Oh!"
20. 091003 Idol Big Show "Into the New World", "Gee"
21. 090226 Kim Jung-eun's Chocolate "Girls' Generation Special"
22. 090816 Kim Jung-eun's Chocolate "Girls' Generation Special"
23. 100411 Kim Jung-eun's Chocolate "Girls' Generation Special"

## Lịch sử phát hành
| Quốc gia | Ngày                | Hãng đĩa           | Định dạng |
| -------- | ------------------- | ------------------ | --------- |
| Hàn Quốc | 30 tháng 6 năm 2011 | SM Entertainment   | DVD       |
| Nhật Bản | 7 tháng 11 năm 2012 | Nayutawave Records | DVD       |